# Complesso militare-industriale

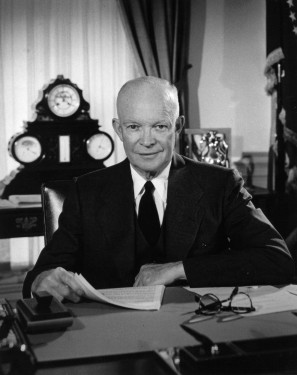
Nel suo discorso di commiato del 17 gennaio 1961, trasmesso per radio e televisione, il presidente Dwight Eisenhower avvertì il popolo degli Stati Uniti riguardo al pericolo costituito dal "complesso militare-industriale".

L'espressione complesso militare-industriale si riferisce all'intreccio di interessi e affari tra gruppi industriali, rappresentanti politici del congresso negli Stati dove queste industrie si trovano, e direzione delle forze armate degli Stati Uniti d'America a partire dal XX secolo; per estensione il termine è stato applicato a tutti i Paesi con strutture politiche e militari sviluppate allo stesso modo.
Il termine è talvolta usato in senso più ampio per includere l'intera rete di contratti e di flussi di denaro tra individui, società e istituzioni, gli appaltatori della difesa, il Pentagono, il Congresso e il ramo esecutivo.

## Storia

### Anni trenta
Nel 1934 il Senato degli Stati Uniti costituì la commissione Nye per indagare l'influenza che l'industria delle munizioni ebbe nel 1917 sulla decisione di entrare in guerra a fianco della triplice intesa nella prima guerra mondiale. La commissione dimostrò gli enormi profitti della lobby delle armi a seguito della guerra, quindi dimostrò l'influenza che ebbero, per l'entrata in guerra degli USA, le pressioni delle banche statunitensi, le quali volevano tutelare i propri crediti nei confronti delle potenze dell'Intesa. Nel 1936 l'attività della commissione venne interrotta, dopo che Gerald Nye aveva attaccato con forza Woodrow Wilson; lo accusò di aver nascosto al Congresso documenti rilevanti mentre considerava l'entrata in guerra.

### Secondo dopoguerra e discorso di Eisenhower
Il termine è venuto in uso dopo la seconda guerra mondiale a causa del notevole sviluppo dell'industria della guerra americana in quel periodo e fu usato per la prima volta dal presidente degli Stati Uniti Dwight Eisenhower nel discorso d'addio alla nazione del 17 gennaio 1961, per avvertire del pericolo implicito agli accordi segreti fra potere politico, industria bellica e militari.
(Eisenhower, Discorso di addio alla nazione del presidente, 17 gennaio 1961)
Nella penultima velina del discorso di Eisenhower, che era stato in precedenza presidente del Partito Repubblicano e generale dell'esercito americano, leggiamo che il termine coniato si riferiva al complesso militare-industriale-congressuale, ma si evidenzia che Eisenhower scelse di togliere la parola "congressuale" per evitare discordie con i membri del Congresso degli Stati Uniti, il ramo legislativo del governo federale, che decideva gli stanziamenti per la difesa.
L'autore del termine era il saggista e scrittore dei discorsi per Eisenhower Malcolm Moos, coadiuvato da Milton Eisenhower, il fratello del presidente.

### Dalla guerra del Vietnam in poi
Gli attivisti dell'era della guerra del Vietnam usavano frequentemente questo concetto. Nei tardi anni novanta James Kurth asseriva che "verso la metà degli anni ottanta il termine era caduto in disuso nell'opinione pubblica," e che "qualsiasi sia il potere degli argomenti riguardo l'influenza del complesso militare-industriale sull'acquisizione di armi durante la guerra fredda, questi sono molto meno rilevanti nell'era attuale." Tra i casi più famosi verificatisi negli anni 2000, c'è quello della Halliburton nel 2004.

## Concetto
Questi gruppi di pressione, industriali e militari, possono indurre i politici del governo nazionale all'acquisto di armi e armamenti privilegiando quelli provenienti da una determinata industria che riconosce il vantaggio alle persone che l'hanno favorita. Gli studiosi e i critici contemporanei del militarismo americano continuano a riferirsi e a fare uso del termine. Ad esempio, lo storico Chalmers Johnson utilizza parole dal secondo, terzo, e quarto paragrafi del saluto di Eisenhower come un'epigrafe al secondo capitolo ("The Roots of American Militarism") di un recente volume
Le espressioni economia di guerra permanente, lobby militarista e corporativismo di guerra sono concetti correlati che sono stati usati in associazione con questo termine. A volte il termine è usato per riferirsi ai patti che si arguisce esistano fra i produttori d'armi, gli appaltatori militari, il Pentagono e il Congresso degli Stati Uniti d'America, o a una tacita ma consapevole comunanza di interessi militaristici tra molti di questi.

## Esempi famosi
- Il 30 luglio del 1938, un anno prima dello scoppio della seconda guerra mondiale, Hitler insignì l'industriale statunitense Henry Ford, in occasione del suo 75º compleanno, della medaglia di "Cavaliere di gran croce" dell'Ordine dell'Aquila Tedesca, che è la più alta onorificenza del regime nazista che si poteva conferire ad uno straniero, per l'impegno della sua filiale Ford in Germania, nel rifornire l'esercito nazista di mezzi blindati, pagati con un prestito progettato da Allen Welsh Dulles, socio gerente della Sullivan & Cromwell, che fornì il più grande prestito del Ministero del Tesoro statunitense (30 milioni di dollari) al governo tedesco. Questa commessa di carri armati andò perduta in Russia per mancanza di carburante, durante la seconda guerra mondiale.[14][15]

- Durante il Processo di Norimberga, un membro della potente famiglia di industriali metal-meccanici Krupp (fabbricanti di cannoni e di materiale rotabile), Gustav Krupp von Bohlen und Halbach venne inserito nell'elenco degli imputati al processo di Norimberga, ma la sua posizione fu stralciata per le sue condizioni di salute. In sua vece venne processato - e condannato - il figlio Alfried Krupp von Bohlen und Halbach.[16]
- Nel film JFK - Un caso ancora aperto di Oliver Stone (che si basa su libri di Jim Marrs e Jim Garrison) si racconta di come lo sviluppo dell'industria elicotteristica Bell Aircraft Corporation, in precedenza sull'orlo del fallimento, sia stato dovuto alle massicce commesse governative americane durante la guerra del Vietnam.[17]
- Il complesso militare-industriale è legato all'economia di guerra[18], a un modello di sviluppo che può portare uno stato alla piena occupazione dietro l'accumulo di un ingente debito pubblico. Questo circuito economico "virtuoso" si realizzò per la prima e seconda guerra mondiale. Lo stato emetteva titoli di debito pubblico per finanziare la spesa militare e l'industria militare a sua volta investiva i proventi in questi titoli, in pratica autofinanziandosi. Questo reinvestimento chiudeva il circuito finanziario.
- La spesa militare è parte della spesa pubblica: secondo John Maynard Keynes, sono due possibili strumenti per portare un'economia alla piena occupazione[19]. Comunque Keynes auspicava che la spesa del governo fosse utilizzata "nell'interesse della pace e della prosperità", piuttosto che della "guerra e distruzione".[20]
- Noam Chomsky, linguista e teorico dell'anarco-socialismo ha suggerito che il "complesso militare-industriale" sia una definizione errata, dal momento che, secondo lui, il fenomeno in questione "non è specificamente militare."[21] Chomsky dichiara: "non esiste complesso militare-industriale: è lo stesso sistema industriale che continua ad operare con questo oppure un altro pretesto (la difesa è stata un pretesto utile per molto tempo)."[22]
- Gli investimenti in campo militare vengono giustificati da molti per le ricadute occupazionali e tecnologiche sul tessuto industriale, e per la nascita di brevetti che qualche volta trovano applicazione nei settori civili.
- Scandalo Lockheed: tra il 1975 e il 1976, dai lavori della Commissione Church del Senato statunitense emerse che le pratiche di corruzione nell'esportazione di armi da parte della Lockheed Corporation e della più piccola Northrop costituivano un sistema diffuso e consolidato. Nel 1976 il New York Magazine scrisse che «il senatore Church ha prove che la Lockheed ha pagato tangenti in almeno 15 paesi, e che in almeno 6 paesi ha provocato gravi crisi di governo»[23]
- In Giappone per uno scandalo di tangenti legati alla Lockheed finì in carcere il primo ministro Kakuei Tanaka.
- Nei Paesi Bassi, lo scandalo riguardava la fornitura di F-104G Starfighter per la Koninklijke Luchtmacht, l'aviazione reale; implicato risultò anche l'allora principe consorte Bernhard van Lippe-Biesterfeld, che ricevette una tangente per 1,1 milioni di dollari.
- Lo scandalo Lockheed in Italia, coinvolse molti politici e altro personale militare. Mario Tanassi, ministro della difesa, fu silurato per aver intascato una tangente di 50.000 dollari su circa 2.000.000 dollari, destinati dalla Lockheed alla corruzione in Italia. Furono condannati anche il generale dell'aeronautica Duilio Fanali, il segretario di Tanassi Bruno Palmiotti, i faccendieri Ovidio Lefebvre e Antonio Lefebvre, ed il presidente di Finmeccanica Camillo Crociani
- Nel 2019 la Germania si è rifiutata di aumentare la spesa militari; in seguito, dopo l'invasione russa dell'Ucraina del 2022 ha deciso un ingente aumento delle spese militari.[24][25]